# Friedrich Helfreich
Friedrich Helfreich, född 17 september 1842 i Schweinfurt am Main, död 12 februari 1927 i Würzburg, var en tysk oftalmolog. 
Helfreich studerade i München, Würzburg, Göttingen, Berlin och Wien och promoverades 1865. Han studerade ögonsjukdomar hos bland andra Albrecht von Graefe, Ferdinand von Arlt och Eduard Jäger von Jaxtthal samt bosatte sig 1870 som ögonläkare i Würzburg, där han 1872 inrättade en klinik. Han utnämndes till professor i oftalmologi 1886, och till denna professur fogades 1896 även medicinens historia, geografi och statistik.
Helfreich skrev Experimentelle Untersuchungen über die Pathogenese des Diabetes mellitus (1866); vidare om nerverna i bindhinnan och ögonvitan (1870), om glioma retinæ, om retinalpurpuret (1877), om artär- och venpulsen i näthinnan och om den intraokulära cirkulationen (Gräfe's Archiv, band 28). Under senare år skrev han en del historiska arbeten, däribland Über mittelalterliche deutsche Arzneibücher (1899).